# Feuerwehranhänger in Deutschland
In deutschen Feuerwehren sind zahlreiche Anhänger (FwA) besonders verbreitet, davon sind zurzeit aber nur zwei genormt.

## Geschichte der Feuerwehranhänger

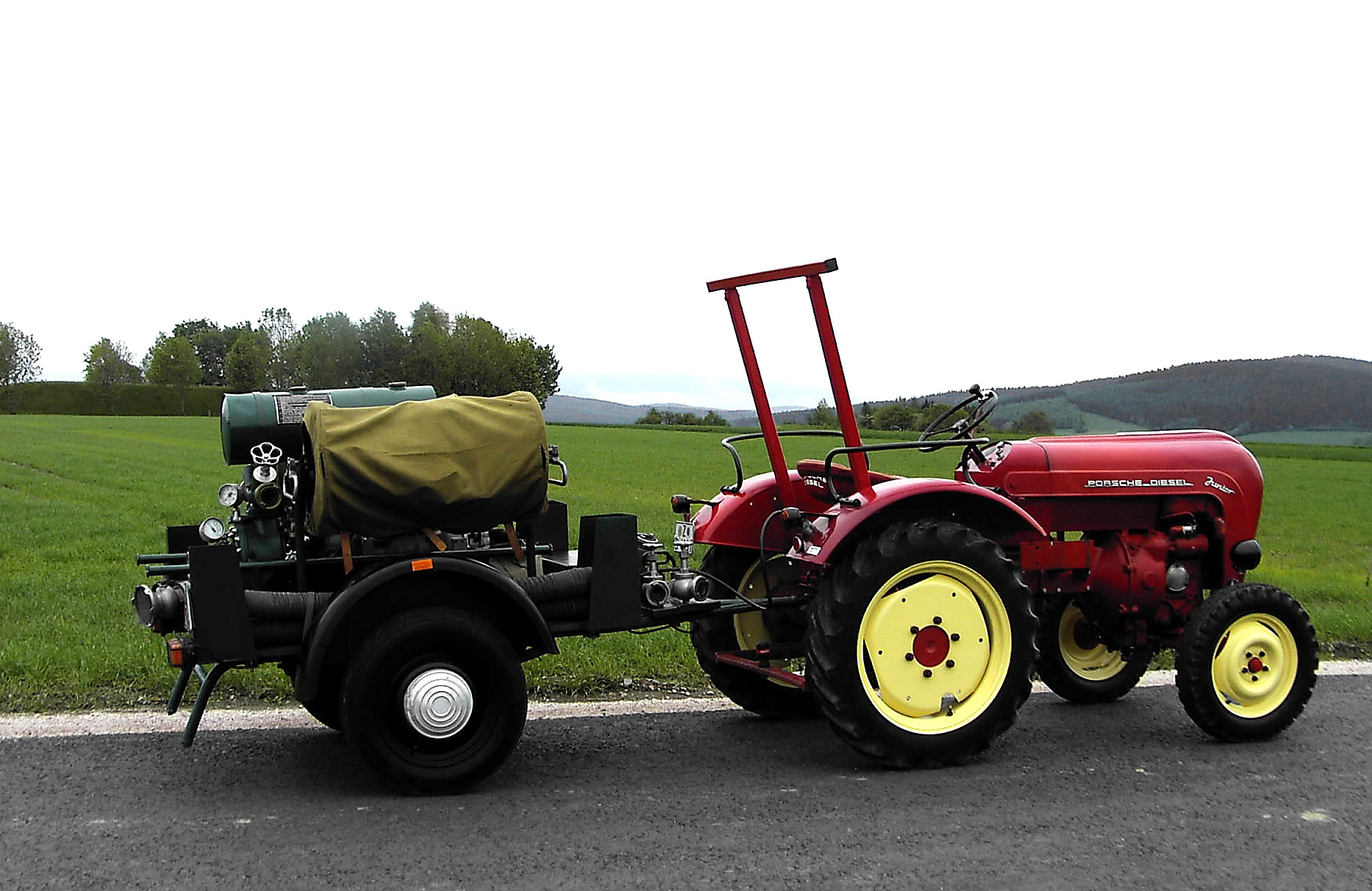
Tragkraftspritzenanhänger TS 4 aus dem Jahr 1935 in der grünen Farbe der Feuerlöschpolizei hinter einem Schlepper „Porsche Diesel“

Feuerwehrgeräteträger in der baulichen Form zum Anhängen an ein Zugfahrzeug bzw. Zugtiere bildeten aus historischer Sicht den Ursprung des Transport der Einsatzgeräte zur Einsatzstelle nach den handgeschobenen Feuerwehrgeräteträgern. Die Entwicklung der Anhänger vom beispielsweise Pferdeanhänger zum von einem motorgetriebenen Fahrzeug gezogenen Anhänger ist ohne abgrenzbaren Übergang vollzogen wurde, da viele Anhänger der technischen Entwicklung entsprechend umgebaut wurden. Mit der zunehmenden Ausrüstung der Feuerwehren während der Industrialisierung zu Anfang des 20. Jahrhunderts mit verbrennungsmotorgetriebenen Fahrzeugen verlor der Anhänger zunehmend an Bedeutung. Einen hohen Stellenwert erhielt der Feuerwehranhänger (vorrangig der Tragkraftspritzenanhänger) während der Zeit des Nationalsozialismus, wo er durch die Feuerlöschpolizei und den Luftschutz flächendeckend verwendet wurde. Vielfach wurde und wird beispielsweise der Tragkraftspritzen-Feuerwehranhänger in Industriebetrieben für die Werkfeuerwehr oder im ländlichen Raum zur Sicherstellung des Brandschutzes bis in die heutige Zeit, jedoch mit rückläufiger Bedeutung, verwendet. Die Bedeutung des Feuerwehranhängers in der heutigen Zeit beschränkt sich somit fast ausschließlich als Geräteträger für Zusatz- und Sonderausrüstung der Feuerwehr.

## Genormte Anhänger

### Anhänger mit Schaum-Wasserwerfer
Der Anhänger mit Schaum-Wasserwerfer (FwA-SWW) ist in DIN 14521 genormt. Er führt 500 Liter Netzmittel und eine Lutte für Leichtschaum mit sich. Außerdem enthält der Anhänger 240 Liter Schaummittel (Schaumbilder), ein Mittelschaumrohr, ein Schwerschaumrohr, einen Zumischer „Z4“, einen Zumischer „Z2“ und den namensgebenden Schaum- und Wasserwerfer.

### Bootsanhänger
Der Bootsanhänger ist ein Bootstrailer (genormt nach DIN 14962), der meist ein Mehrzweck- oder Rettungsboote befördert. Gemäß Norm besitzt er einen Staukasten zur Lagerung von zwei Unterlegkeilen und einigen Spanngurten. Des Weiteren können als ungenormte Ladung eine Seilwinde und zwei Alu-Gerätekasten am Chassis mitgeführt werden. Nach DIN 14961 sind die entsprechenden Mehrzweckboote und Rettungsboote genormt.

## Nicht oder nicht mehr genormte Anhänger
Neben den DIN-genormten Anhängern existieren zahlreiche weitere Anhänger, die zurzeit nicht bundesweit einheitlich festgeschrieben sind. Die unten stehenden Informationen sind daher nur beispielhaft und nicht zwingend:

### Mehrzweckanhänger
Mehrzweckanhänger (MZA) werden nach örtlichen Bedürfnissen gebaut oder können flexibel je nach Einsatzlage verschiedenste Materialien transportieren.

### Schlauchtransportanhänger

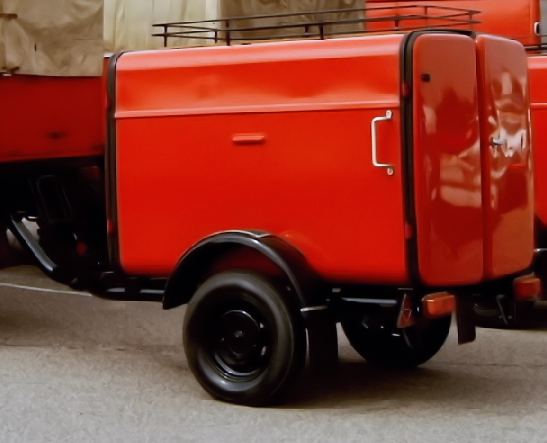
Ein Schlauchtransportanhänger an einem LF 8

Der Schlauchtransportanhänger (kurz STA) ist ein Anhänger, der in der Regel etwa 30 bis 35 B-Schläuche von jeweils 20 Metern Länge mitführt, die in Buchten gekuppelt sind. Auf dem Anhänger sind außerdem Schlauchbrücken, Verteiler, Strahlrohre, Kupplungsschlüssel und Verkehrssicherungsmittel vorhanden. Der Schlauchtransportanhänger dient zur schnellen und personalsparenden Verlegung von Schläuchen über lange Wegstrecken. Diese kann während langsamer Fahrt von zwei bis drei Personen erledigt werden.

### Tragkraftspritzenanhänger

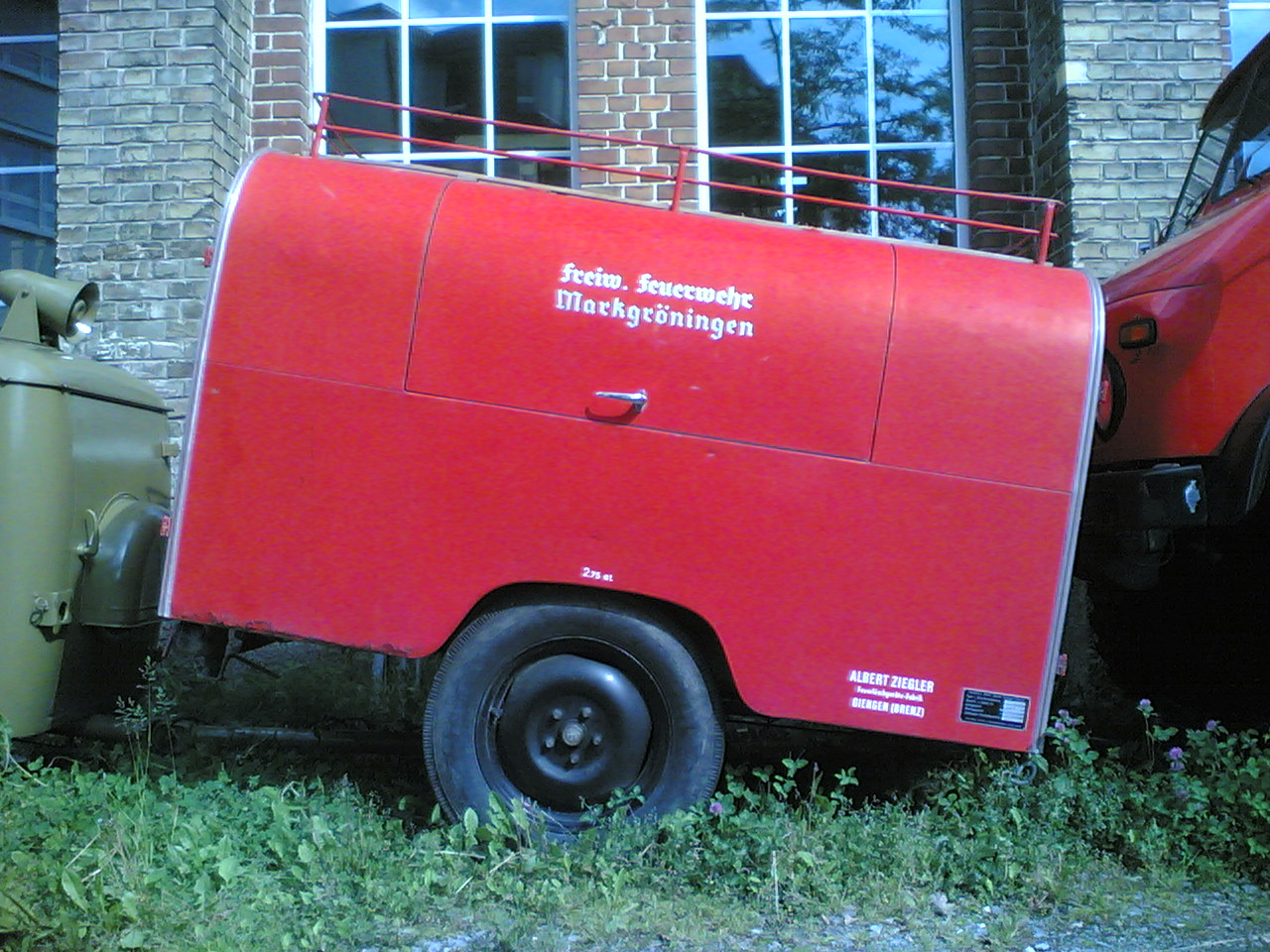
Ein Tragkraftspritzenanhänger

Der Tragkraftspritzenanhänger (kurz TSA) ein bis 1992 nach „DIN 14520“ genormter Anhänger zur Beförderung einer Tragkraftspritze 8/8. Der Tragkraftspritzenanhänger transportiert die fast gleiche Beladung wie ein Tragkraftspritzenfahrzeug und dient dazu, einen ersten Löschangriff einzuleiten, bei der Wasserförderung über lange Wegstrecken oder bei Unwettereinsätzen zu helfen. Die Beladung dieses Anhängers enthält neben Saugschläuchen, B-Schläuchen und C-Schläuchen auch eine Tragkraftspritze TS 8/8, welche eingeschoben im Heck des Anhängers untergebracht ist. Zusätzlich sind Gerätschaften nach DIN zur Wasserentnahme, Wasserförderung und Wasserabgabe untergebracht. Des Weiteren sind auch Werkzeuge zur kleinen technischen Hilfeleistung enthalten. In der Norm ist ebenfalls eine Kübelspritze mit einem fünf Meter langen D-Druckschlauch und D-Strahlrohr enthalten. In Bayern und Rheinland-Pfalz werden derartige Anhänger aber immer noch bezuschusst und sind durch technische Richtlinien sogar in ihrer Beladung und Bauweise definiert.

### Monitoranhänger
Der (nicht genormte) Monitoranhänger ist ein Anhänger mit einem eingebauten Monitor (Wasserwerfer), welcher regelmäßig bis zu 2400 Liter Wasserabgabe pro Minute und Wurfweiten bis zu 70 Meter leistet. Im Gegensatz zum genormten FwA-SWW besitzt er eine geringere und nicht näher festgelegte Ausstattung.

### Schaummittelanhänger
Wie auch der Monitoranhänger ist der Schaummittelanhänger einsatztaktisch ähnlich ausgerichtet wie der genormte FwA-SWW. Der Schaummittelanhänger besitzt jedoch eine deutlich geringere Ausstattung, keinen Monitor (Wasserwerfer) und wird entweder als Tankwagen oder als Transportanhänger für Schaummittelbehälter gebaut.

### Ölwehranhänger
Der Ölwehranhänger (auch Ölschadensanhänger, ÖSA genannt) ist ein Anhänger, der hauptsächlich zur Ölspurbeseitigung und zum Auslegen von Ölsperren dient. Des Weiteren transportiert er größere und selten benötigte Spezialgeräte wie einen Sprungretter. Der Ölwehranhänger ist mit jedem Löschfahrzeug verkuppelbar, rückt aber meist in Verbindung mit einem Rüstwagen oder einem Löschgruppenfahrzeug aus. Der Anhänger führt zwei Stufenkeile, vier Auffangfässer, zwei Schuttmulden, 24 Verkehrsleitkegel, diverse Säcke Ölbindemittel grob und fein, diverse Sperr- und Warnschilder, einen Ölskimmer, ein Rohrdichtkissen 10/20, drei Leckdichtpasten und einen Düngerstreuer. In Bayern gab es gemäß Definition einer technischen Richtlinie einen Ölschadensanhänger (ÖSA) für Einsätze der Ölwehr-Land, der sogar vom Land bezuschusst wurde. Des Weiteren existieren bis heute die sog. „Ölwehr Bayern“ (für Einsätze auf dem Wasser). Dieses Modul besteht aus drei sich ergänzenden Anhänger, welche vom Land beschafft werden: Ölsperre, Skimmer und Entsorgungsgeräte.

### Lichtmastanhänger

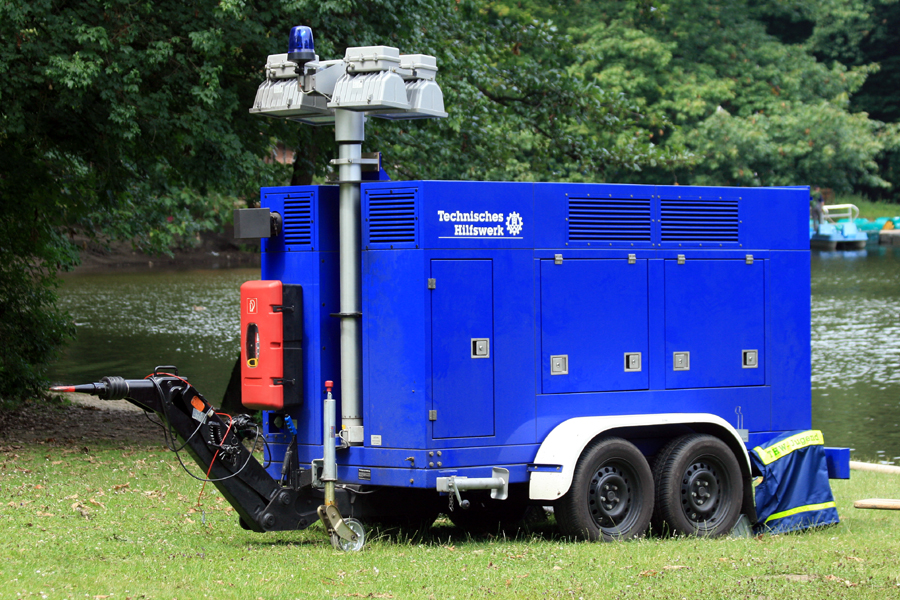
Lichtmastanhänger des Technischen Hilfswerks

Der Lichtmastanhänger (kurz FwA-Lima) ist ein Anhänger zur Ausleuchtung und Stromversorgung von Einsatzstellen. Der Lichtmastanhänger verfügt über einen 20-kVA-Stromerzeuger und sechs Halogen- oder Metalldampfscheinwerfer, welche an einem etwa 10 Meter langen Lichtmast befestigt sind. Der Lichtmast darf bei Stürmen bis Windstärke 11 ausgerichtet werden. Des Weiteren kann der Anhänger Kabeltrommeln, Unterlegkeile, Verlängerungskabel und einen Pulverlöscher transportieren.
In Hessen sind 26 Notstromaggregate über den Katastrophenschutz beschafft worden.

### Anhängeleiter

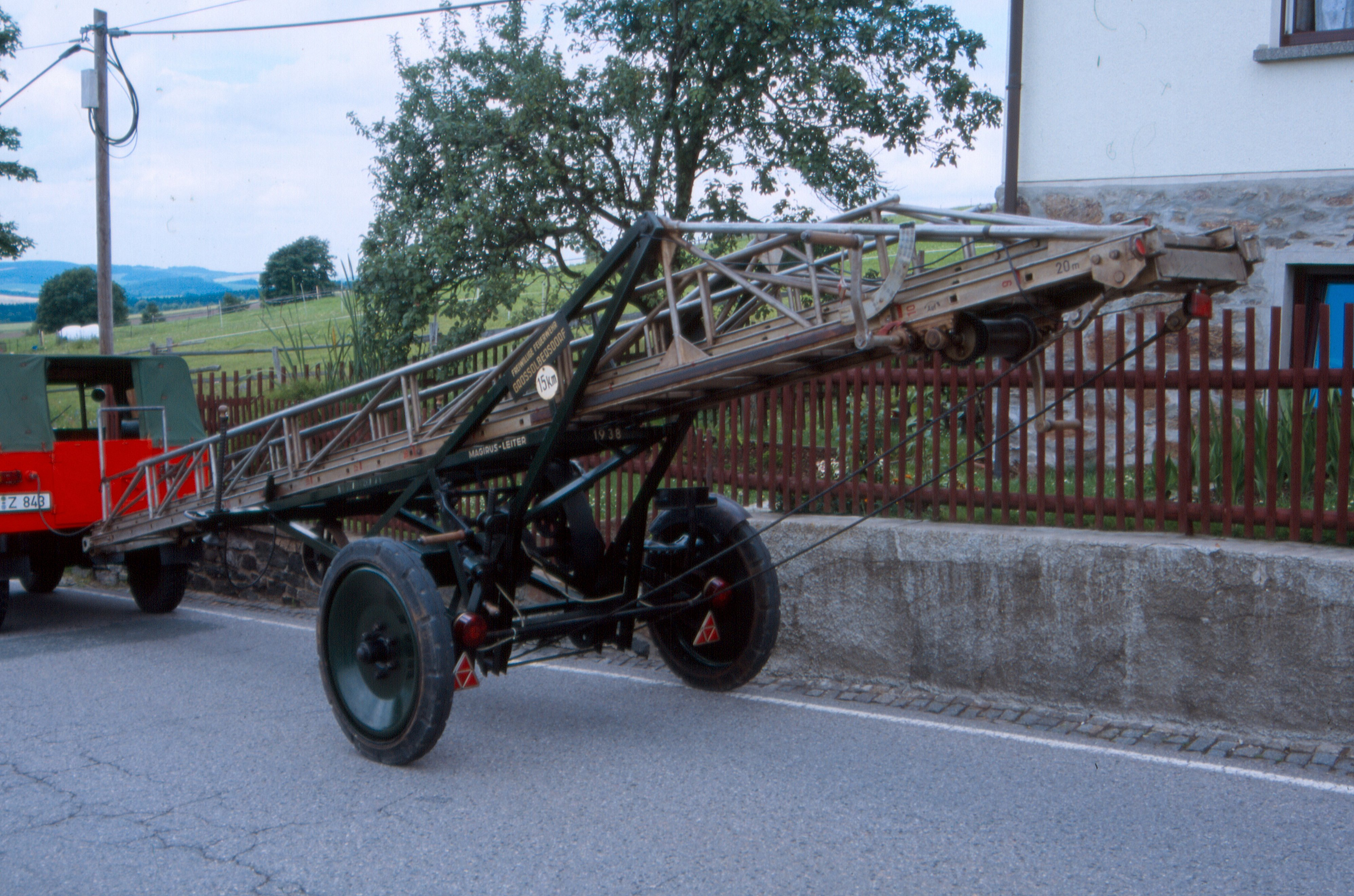
Eine 20 Meter lange Magirus Anhängeleiter

Die Anhängeleiter (kurz AL) war ein bis 2007 nach „DIN 14703“ genormter Anhänger, welcher eine billigere Variante zur Drehleiter bietet. Der Anhänger ist auf einem Einachs-Fahrgestell mit einer Anhängerkupplung (als Zugeinrichtung) sowie einem handbetätigten Leiterantrieb mit aufricht- und ausfahrbarem Leitersatz. Anhängeleitern können je nach Größe bis zu zwei Tonnen wiegen. Im Einsatzfall wird sie an ein Löschfahrzeug angehängt, wobei die zulässige Höchstgeschwindigkeit für das Gespann 60 km/h beträgt. Weit verbreitet ist der Anhängerleiter-Typ „AL 18“, weitere Versionen sind „AL 12“, „AL 16“ und „AL 22“.

### Verkehrssicherungsanhänger

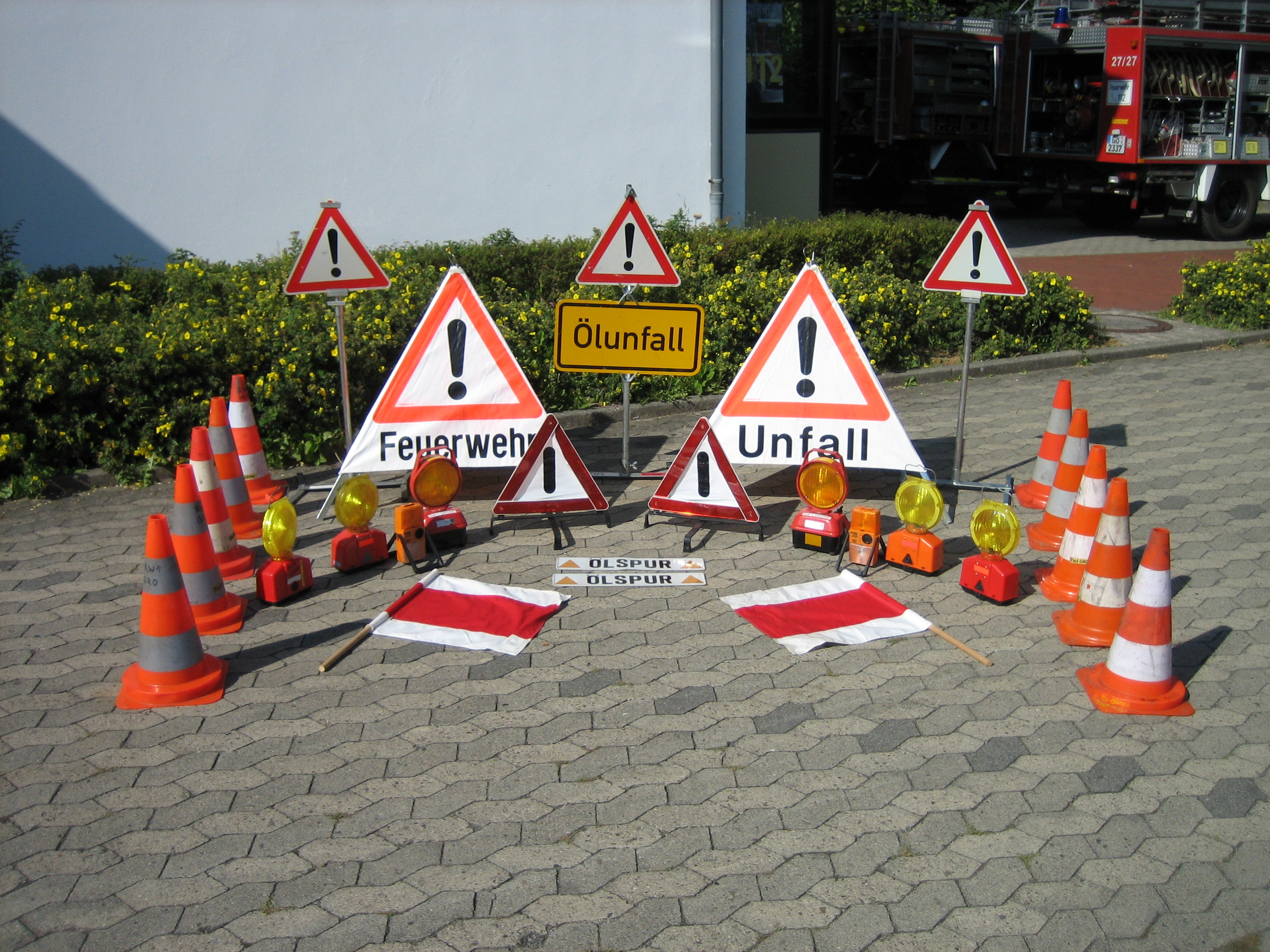
Beladung des Verkehrssicherungsanhängers

Der Verkehrssicherungsanhänger (kurz VSA) ein meist einachsiger Feuerwehranhänger, der zur Absicherung und Verkehrssicherheit dient. Hauptaugenmerk des Verkehrssicherungsanhängers ist die große Warneinrichtung am Heck, welche aufgeklappt werden kann und auf großer Entfernung gut erkennbar ist. Eingesetzt wird der Anhänger meist zur Absicherung von Autobahnen oder großen Schnellstraßen, um die Einsatzkräfte bestmöglich vor nachfolgenden Verkehrsunfällen schützen zu können. Auf dem Verkehrssicherungsanhänger befinden sich zwölf Leitkegel, ein klappbarer Transportwagen für die Leitkegel, zwei Warndreiecke, zwei Unterlegkeile aus Metall, ein Bordwerkzeug, eine Ersatzteilliste und drei Faltsignale. Der Verkehrssicherungsanhänger war bis 2003 nach „DIN 14503“ genormt. In der Nachfolgenorm ist allerdings nur noch der Schaum-Wasser-Werfer Anhänger genormt.

### Pulverlöschanhänger

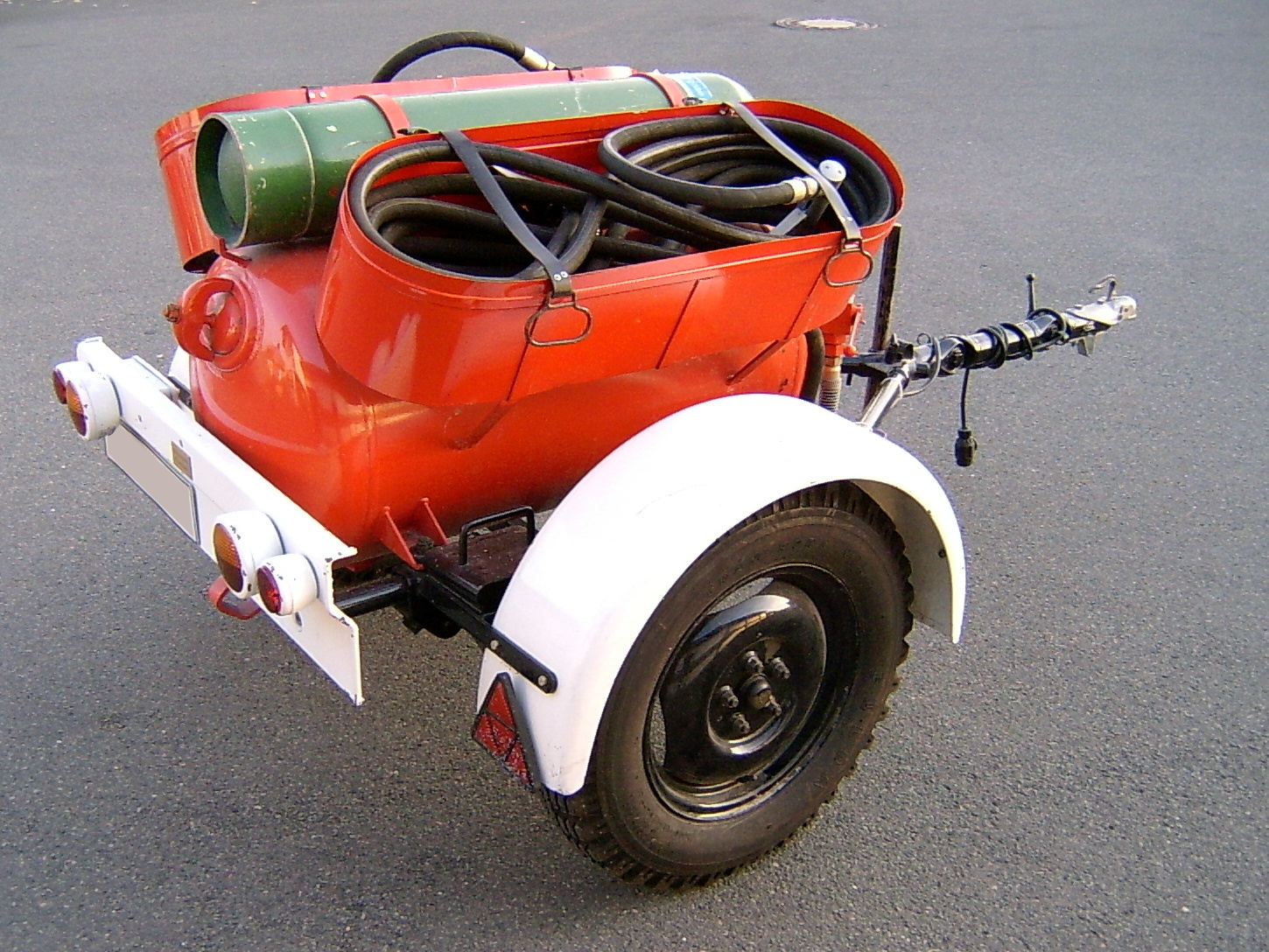
Feuerwehranhänger mit 250 kg Löschpulver (P 250)

Daneben gibt es Pulverlöschanhänger, meist mit 250 kg Löschpulver (P 250 genannt) und einem Treibgas (Stickstoff oder Kohlendioxid). Derartige Löscher werden bei Gas- und Gefahrgutbränden eingesetzt, die nicht mit Wasser gelöscht werden dürfen.

### Kohlendioxidlöscher
Es existieren auch Anhänger, auf denen CO2-Löscher verlastet sind. Diese Anhängerart ist zwar selten, wird aber manchmal bei Gefahrgutbränden oder Bränden an elektrischen Anlagen verwendet.

### Feldkochherd

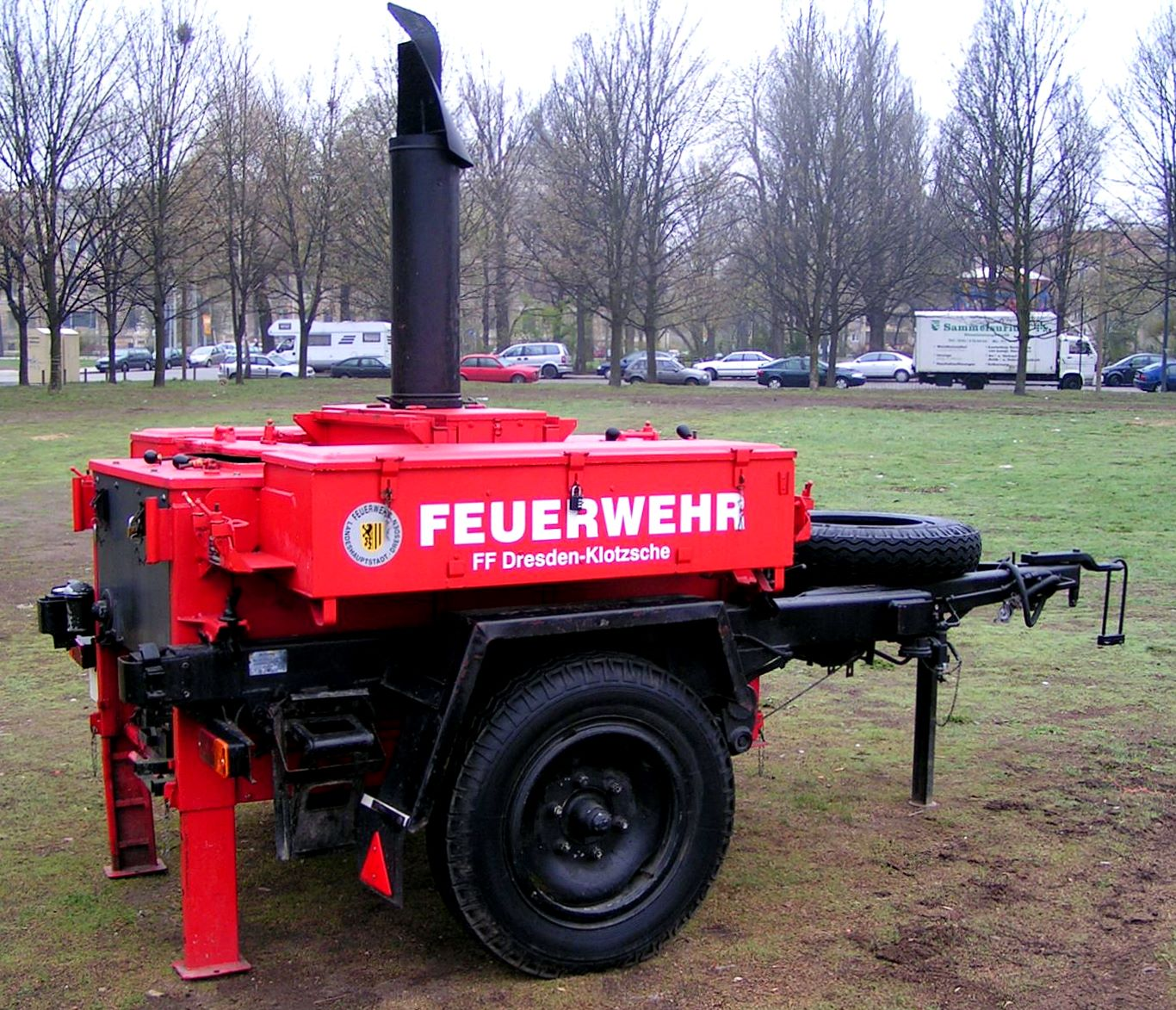
Feldkochherd einer Feuerwehr

Bei zahlreichen Feuerwehren und Katastrophenschutzeinheiten gibt es – teilweise vom Bund beschaffte – Feldkochherde, die der Versorgung von Einsatzkräften und im Katastrophenfall von Zivilisten dienen. Diese Kochherde werden teilweise auch als Gulaschkanonen bezeichnet.